# The Prostitutes
The Prostitutes je česká indie-rocková hudební skupina založená na podzim 2004.
Hned následujícího roku v dubnu nahráli první EP obsahující písně „Look into my Eyes“, „She’s a Monster“, „She’s a Prostitute“ a „Sunshine“. Debut Get Me Out of Here byl jeden z nejvýznamnějších počinů roku na domácí scéně. Kapela si za něj vysloužila hned několik nominací např. od hudební stanice Óčko (objev roku, rocková kapela roku, klip roku) a časopisu Filter (kapela roku). V listopadu 2006 vyrazili na krátké turné po Španělsku, koncertovali společně s tamější skupinou CatPeople. Na konci roku přišel do skupiny basák Šmity – v té době současně i člen Roe-Deer.
Druhá deska Hometown Zombies vyšla 3. března 2009 opět u Championship Records a obdržela většinou pozitivní kritiku. Skladba „Leave It Like It Is“ s hostující La Petite Sonjou byla nasazena do několika hitparád a nezávislých rádií. Na konci roku 2009 nahradil Šmityho Adam Piaf.
Třetí desku Deaf to the Call produkoval světoznámý hudebník Martin Glover (Youth).
Čtvrtou řadovou desku Zum Passer The Prostitutes vydali na podzim 2015.
V listopadu roku 2017 kapela ukončila činnost.
26. srpna 2024 kapela ohlásila comeback.

## Obsazení
- Adrian T. Bell – zpěv
- Martin Destroyer – kytara, backing vocal
- Stevie LFO – syntezátor, backing vocal
- Vegy – kytara
- Luk Santiago – bicí
- eLTea – basová kytara

Dřívější členové:
- Tuzex – basová kytara (2015–2016)
- Adam Piaf – basová kytara (2009–2015)
- Šmity – basová kytara (2005–2006)
- Marek Dziuba – basová kytara (2006–2009)

## Diskografie
- 2005: The Prostitutes EP
- 2006: Get Me Out of Here
- 2009: Hometown Zombies (vyšlo 3. března 2009)
- 2009: Leave It Like It Is (extended single)
- 2011: One Two Three Four (live) (vyšlo 2. července 2011)
- 2012: Deaf to the Call (vyšlo 26. dubna 2012)
- 2015: Zum Passer (vyšlo 1. prosince 2016)